# Ангел Шишков
Вижте пояснителната страница за други личности с името Ангел Шишков.
Ангел Тодоров Шишков е български политик.

## Биография
Роден е на 15 септември 1911 година във Варна, Царство България. Завършва Софийският университет „Св. Климент Охридски“. Влиза в редиците на Отечествения фронт през Втората световна война и участва като член на Областния ѝ комитет в установяване на комунистическата власт в Търново. След 9 септември 1944 година членува в ръководството на Народния съюз „Звено“. Известно време работи в политическото управление на Министерството на народната отбрана.
Секретар е на Градския комитет на Отечествения фронт в периода 1949 – 1952 година и негов председател в периода 1952 – 1962 година. Става секретар на Националния съвет на Отечествения фронт през 1962 година, а от 1977 г. – негов заместник-председател. Член е на Държавния съвет на Народна република България в периода 1971 – 1986 година. Член е и на Изпълнителния комитет на Общонародния комитет за българо-съветска дружба, на Националния комитет за защита на мира и на Изпълнителния комитет на Столичния народен съвет.
Награждаван е с ордените „Георги Димитров“, „13 века България“ и званието „Герой на социалистическия труд“. Умира на 30 юни 1989 г. в София, Народна република България.